# ガリンスキー (小惑星)
ガリンスキー (4080 Galinskij) は、小惑星帯の小惑星の一つ。
リュドミーラ・カラチキナがクリミア天体物理天文台で発見した。名前の由来は天文観測機器の開発に貢献したエンジニアのガリンスキー(Nikolaj Dmitrievich Galinskij)。